# Lucien Martinet
Lucien Martinet (1878 - ukendt dødsår) var en fransk roer.
Martinet vandt, sammen med René Waleff og en ukendt dreng som styrmand, sølv i toer med styrmand ved Sommer-OL 1900 i Paris, første gang nogensinde denne disciplin var på OL-programmet. Franskmændene blev i finalen besejret af Holland, mens en anden fransk båd fik bronze. Ved de samme lege var han en del af den franske otter, der dog ikke vandt medalje. Det var den eneste udgave af OL han deltog i.
Martinet vandt desuden to EM-guldmedaljer i toer med styrmand, en i 1898 og en i 1900.

## OL-medaljer
- 1900:  Sølv i toer med styrmand